# Tuberculum conoideum

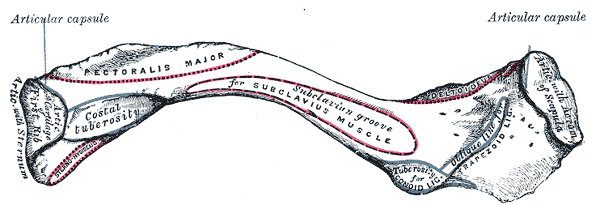
A kulcscsont (középen alul kicsit jobbra látható a dudor)

A tuberculum conoideum egy dudor a kulcscsont (clavicula) inferior felszínének laterális végén, mely a ligamentum conoideumnak biztosít tapadási helyet.

## Külső hivatkozások
- Kép + definíció
- Definíció
- Definíció
- Definíció